# آیدا تورتورو
آیدا تورتورو (انگلیسی: Aida Turturro؛ زادهٔ ۲۵ سپتامبر ۱۹۶۲) هنرپیشه اهل ایالات متحده آمریکا است. از فیلم‌هایی که وی در آن نقش داشته است، می‌توان به ستاره مشهور، خفتگان، عشق و سیگار، احیای مردگان، دریای آبی عمیق، داندی کروکودیل ۳، سرقت از اوباش، ایلومیناتا، دنیس تماس می‌گیرد، خسته، زندگی با مایکی، زن ۲۴ ساعته و یه کمک کوچولو اشاره کرد.